# Déficit (película)
Déficit es una película mexicana producida por Canana Films y la primera  dirigida y actuada por Gael García Bernal. Se trata del recuento de un día en la vida de Cristóbal (Gael García), un joven burgués y prepotente de veintitantos años, fanático del hip-hop, que estudió economía y es hijo de un político corrupto de alto nivel. A través de él se observa a cierto estrato de la sociedad mexicana y su relación con otras clases sociales. Bajo la superficie de una fiesta se esconde una historia sobre la pérdida de inocencia y la aceptación de que un sistema político está gradualmente llegando a su fin en México.
- Datos: Q5225051